# Rectoria de Granollers de Rocacorba
La Rectoria de Granollers de Rocacorba és una rectoria al municipi de Sant Martí de Llémena (Gironès) inclosa a l'Inventari del Patrimoni Arquitectònic de Catalunya.

## Descripció
És un edifici de planta baixa i dos pisos de planta en forma de L i guanyant el fort desnivell del lloc (una planta). La L s'obre a la vall. La façana posterior dona a l'església i es comunica amb ella a través d'un espai herbat on hi aboquen l'entrada de l'església i el porxo o galilea. Pel costat de la vall, a un dels braços de la planta es genera un porxo a planta baixa de tres arcs de punt rodó i terrassa a sobre, on s'obren balconeres de llinda plana gravades (JHS). Les obertures de la segona planta són datades: 1752.
L'altre braç té un pas a planta baixa d'arcs carpanells que comunica la façana principal amb la part superior. A sota hi ha una porta de llinda planera datada: SALVADOR…… 1737 (indesxifrable). Els teulats són perpendiculars.
Segons dates a les llindes: 1737 i 1752 (properes a la reforma de l'església: 1785).